# Monster Hunter (seria)
Monster Hunter (モンスターハンター Monsutā Hantā) – seria gier komputerowych, stworzona i wydana przez Capcom. Pierwsza część ukazała się w 2004 roku na konsolę PlayStation 2. Seria zaliczana jest do gatunku RPG oraz fantasy. Głównym celem gry jest polowanie na potwory oraz rozbudowywanie swojego ekwipunku o zebrane po walce materiały. W Japonii jest to jedna z najpopularniejszych serii gier obok takich serii jak Dragon Quest, Final Fantasy, Pokemon czy Metal Gear, jednak spośród pozostałych tytułów wyróżnia ją rozbudowany tryb kooperacji sieciowej. Dużą popularność na zachodzie przyniosła grze dopiero piąta część – Monster Hunter: World. Projektantem gry oraz przedstawicielem serii w mediach jest Kaname Fujioka.

## Historia
Pierwszy raz gra została zaprezentowana w 2003 roku podczas konferencji Capcom Media Day w Las Vegas. Pierwsza część serii, Monster Hunter, została wydana 11 marca w Japonii przez firmę Capcom na konsolę PlayStation 2. Była to jedna z trzech gier wydanych przez Capcom, które eksperymentowały z rozgrywką sieciową (pozostałe dwie to Auto Modellista i Resident Evil Outbreak). Niestety pierwsze wydanie gry nie dostarczyło graczom zapowiadanej rozrywki. W 2006 roku zdecydowano się wydać grę na PlayStation Portable. Dopiero wydanie tej części okazało się być przełomowym momentem dla serii w Japonii. Monster Hunter stał się wówczas lokalnym fenomenem społecznym. Gracze spotykali się, by móc wspólnie pokonać bestie poprzez lokalną rozgrywkę sieciową.
W 2014 roku, po ponad 10 latach od wydania gry, seria Monster Hunter mogła pochwalić się sprzedażą wynoszącą 28 milionów gier, rozłożoną na 28 powstałych w jej obrębie tytułów.
Z okazji 15-lecia serii Monster Hunter, Capcom opublikował na swoim kanale na YouTube film upamiętniający dokonania całej marki.

### Lista gier serii
| Tytuł                 | Data wydania     | Data wydania     | Data wydania     | Producent | Platforma                           |                   |  |  |
| --------------------- | ---------------- | ---------------- | ---------------- | --------- | ----------------------------------- | ----------------- |  |  |
| Tytuł                 |                  | Japonia          | Ameryka Północna | Producent | Platforma                           | Premiera światowa |  |  |
| Monster Hunter        | 11 marca 2004    | 12 września 2004 | 27 maja 2005     | Capcom    | PlayStation 2                       |                   |  |  |
| Monster Hunter 2      | 16 lutego 2006   | 28 sierpnia 2007 | 7 września 2007  | Capcom    | PlayStation 2, PlayStation Portable |                   |  |  |
| Monster Hunter Tri    | 1 sierpnia 2009  | 20 kwietnia 2010 | 23 kwietnia 2010 | Capcom    | Wii                                 |                   |  |  |
| Monster Hunter 4      | 14 września 2013 | 13 lutego 2015   | 13 lutego 2015   | Capcom    | Nintendo 3DS                        |                   |  |  |
| Monster Hunter: World | 26 stycznia 2018 | 26 stycznia 2018 | 26 stycznia 2018 | Capcom    | PlayStation 4, Xbox One, PC         |                   |  |  |

### Listaspin-offów
| Tytuł                                         | Data wydania | Szczegóły |
| --------------------------------------------- | --- | --- |
| Monster Hunter Frontier Online                | 21 czerwca 2007 – PC 24 czerwca 2010 – Xbox 360                                                                 | Pierwsza gra MMORPG serii, wydana wyłącznie w Japonii. |
| Monster Hunter Diary: Poka Poka Airou Village | 26 sierpnia 2010 – PlayStation Portable                                                                         | Gra wydana wyłącznie w Japonii, w której bohaterami są stworzenia kotowate. |
| Monster Hunter Dynamic Hunting                | 1 czerwca 2011 – iOS                                                                                            | Pierwsza gra z serii wydana na systemy operacyjne iOS. |
| Monster Hunter: Frontier G                    | 17 kwietnia 2013                                                                                                | Kolejna gra MMORPG w serii, wydana wyłącznie w Japonii na konsole PlayStation 3, Wii U, Xbox 360 oraz systemy operacyjne Microsoft Windows (2013) oraz PlayStation Vita (2014). |
| Monster Hunter Online                         | 18 sierpnia 2013                                                                                                | Trzecia gra MMORPG serii (w modelu biznesowym free-to-play) opracowana dla graczy z Chin, początkowo wydana wyłącznie w języku chińskim, wykorzystująca silnik CryEngine 3 firmy Crytek. Gra powstała przy współpracy firm Capcom oraz Tencet. W maju 2016 roku Tencet zatwierdził dystrybucję angielskiego patcha do gry, stworzonego przez grupę fanów. |
| Monster Hunter Spirits                        | 5 czerwca 2015                                                                                                  | Zręcznościowa gra wydana wyłącznie w Japonii. |
| Monster Hunter Explore                        | 3 września 2015                                                                                                 | Gra wydana wyłącznie w Japonii na systemy operacyjne iOS i Android. |
| Monster Hunter Generations                    | 28 listopada 2015 – Japonia 15 lipca 2016 – premiera światowa                                                   | Gra wydana na konsolę Nintendo 3DS. W Japonii ukazała się pod nazwą Monster Hunter X. W 2017 roku wydana została wersja ulepszona o nazwie Monster Hunter Generations Ultimate na konsole Nintendo 3DS oraz Nintendo Switch. W Japonii ulepszenie ukazało się pod nazwą Monster Hunter XX.                                                                |
| Monster Hunter Stories                        | 8 października 2016 – Japonia 8 września 2017 – Europa i Ameryka Północna 9 września 2017 – Australia i Oceania | Gra wydana na konsolę Nintendo 3DS jako klasyczny RPG z turowym systemem walki. |

## Rozgrywka
Monster Hunter to gra zaliczana do gatunku RPG z elementami fantasy, w której gracz wciela się w Łowcę, pomagającego w ochronie wioski oraz badaniu dużych potworów, przemierzających krainę w jej okolicy. Założeniem pierwszej części gry było głównie polowanie na potwory, uszeregowane według klas trudności od 1 do 8 oraz wykonywanie misji. Po wykonaniu misji gracz otrzymuje nagrody (materiały), które może przekształcić na lepszy ekwipunek. Im lepszy ekwipunek, tym z potężniejszymi bestiami przyjdzie mu się mierzyć. W grę można grać w dwóch trybach – singleplayer oraz multiplayer. Kaname Fujioka zaprojektował grę w taki sposób, aby nie wymagała od graczy zbyt wiele czasu, a każda z misji trwała co najwyżej godzinę. Dzięki temu cztery grające osoby mogą łatwo znaleźć wspólny moment na rozegranie misji. W większości gier z serii akcja rozgrywa się w otwartym świecie z jednym lub kilkoma miastami.
Postać, którą kieruje gracz, nie rozwija się w standardowy dla gier fabularnych sposób. Umiejętności Łowcy określane są nie na podstawie atrybutów, ale poprzez sprzęt, jaki wybiera przed rozpoczęciem misji. Każda z gier ma ponad dziesięć archetypów broni, w tym miecz, topór i łuk, a każda z nich ma inne możliwości bojowe. Każdy Łowca rozpoczyna grę w podstawowym wyposażeniu, nowe zdobywa poprzez zbieranie zasobów ze świata bądź wydobywając z poległego potwora.
Większość gier z serii posiada tryb jednoosobowy, w których łowcy towarzyszy Felyne lub Palico (kotopodobne stworzenia), które zapewniają wsparcie w trakcie polowania. Gry mają główny wątek fabularny, nazywany zadaniami "Niskiej rangi", których ukończenie zajmuje do pięćdziesięciu godzin (wyjątkiem jest Monster Hunter Freedom Unite, której przejście zajmuje graczom średnio 141 godzin). Po ich ukończeniu w grze udostępnione zostają nowe zadania, zwane zadaniami "Wysokiej rangi", w których pojawiają się silniejsze wersje potworów z którymi wcześniej walczyliśmy. Silniejsze potwory to z kolei lepsze komponenty dla potężniejszych broni i zbroi. Taki model rozgrywki tworzy pętlę, dającą graczom potencjalnie setki godzin gry po ukończeniu głównego wątku.

## Odbiór serii
| Gra                             | GameRankings | Metacritic |
| ------------------------------- | ------------ | ---------- |
| Monster Hunter [PS2]            | 68.97%       | 68         |
| Monster Hunter Tri [Wii]        | 84.90%       | 84         |
| Monster Hunter 4 Ultimate [3DS] | 87.58%       | 86         |
| Monster Hunter: World [PS4]     | 89.71%       | 90         |

Pierwsza część gry nie spełniła oczekiwań graczy. Otrzymała również najniższe oceny ze wszystkich części (68,97% na GameRankings oraz 68 punktów na Metacritic).
Pierwszym wielkim sukcesem była druga część gry, Monster Hunter 2, wydana na konsolę PlayStation Portable. Odsłona serii stała się fenomenem społecznym w Japonii, gdzie gracze spotykali się by móc wspólnie uczestniczyć w lokalnej rozgrywce sieciowej. Również oceny krytyków były wyraźnie lepsze niż dla poprzedniej odsłony.
Monter Hunter: World to pierwsza gra z serii, która została zaplanowana i wydana w jednym terminie na całym świecie. Została bardzo dobrze odebrana przez krytyków (89,71% na GameRankings i 90 punktów na Metacritic).

### Sprzedaż
W latach 2004–2017 sprzedanych zostało ponad 40 milionów kopii gry Monster Hunter, jednak jest to wynik obejmujący niemal w całości rynek japoński. Pierwsza odsłona serii nie spełniła oczekiwań graczy i krytyków, co bezpośrednio przełożyło się na sprzedaż – zaledwie milion sprzedanych egzemplarzy. Druga część serii przyniosła już dwukrotnie lepsze wyniki, sprzedając się w ilości 2 milionów egzemplarzy.
Ulepszenie kolejnej części, czyli Monster Hunter Freedom 3 to aktualnie piąta najlepiej sprzedająca się gra studia Capcom – sprzedanych zostało 4,8 milionów egzemplarzy.
Monster Hunter 4 to siódma najlepiej sprzedająca się gra firmy Capcom. Sprzedano 4 miliony egzemplarzy.
Monster Hunter Freedom Unite sprzedana została w ilości 3,6 milionów egzemplarzy i zajmuje ósme miejsce najlepiej sprzedających się gier Capcomu.
Jednak prawdziwym przełomem dla serii była jej najnowsza odsłona, Monster Hunter: World, która zadebiutowała 26 stycznia 2018 roku. Ostatnia część została najlepiej sprzedającą się grą serii oraz najszybciej sprzedającą się grą wydaną przez Capcom (ponad 5 milionów kopii sprzedanych w ciągu trzech pierwszych dni i 6 milionów egzemplarzy sprzedanych w niecały miesiąc). Do marca 2019 roku sprzedaż ostatniej odsłony serii wyniosła 12 milionów egzemplarzy.

## Adaptacje

### Anime
10 sierpnia 2010 roku rozpoczęto transmisję anime MonHun Nikki Girigiri Airu-mura Airu Kiki Ippatsu (モンハン日記ぎりぎりアイルー村).
2 października 2016 roku rozpoczęto transmisję serialu anime, opartego na opowiadaniach z gry Monster Hunter Stories.

### Manga
W kwietniu 2008 roku Capcom i Kōdansha wspólnie opublikowali mangę na podstawie serii gier, zatytułowaną Monster Hunter Orage. Autorem mangi jest Hiro Mashima. Ostatni z czterech tomów wydany został 4 maja 2009 roku, a 28 czerwca 2011 roku miała miejsce jej premiera w języku angielskim.

### Gra karciana
W październiku 2008 roku wydana została gra karciana zatytułowana Monster Hunter Hunting Card.

### Film aktorski
W grudniu 2020 roku pojawił się film aktorski Monster Hunter w reżyserii Paula W.S. Andersona.